# 汉威士
汉威士（法語：Havas，發音：[avas]）是法国的一家跨国传媒公司，隶属于维旺迪集团，其注册办事处和总部位于法国皮托。其前身为Euro RSCG，于1944年从哈瓦斯通讯社拆分而来。